# MasterChef Polska
MasterChef – polski kulinarny program telewizyjny typu reality show oparty na brytyjskim formacie o tej samej nazwie emitowany od 2012 roku na antenie TVN.

## Charakterystyka programu
Kucharze-amatorzy walczą o tytuł Mistrza Kuchni, nagrodę pieniężną w wysokości 100 tys. zł (w 13. edycji 200 tys. zł) i kontrakt na wydanie autorskiej książki kucharskiej. Finałową czternastkę, a następnie zwycięzcę, wybiera jury.

## Jurorzy
| Juror            | Edycja | Edycja | Edycja | Edycja | Edycja | Edycja | Edycja | Edycja | Edycja | Edycja | Edycja | Edycja | Edycja | Edycja |
| Juror            | 1.     | 2.     | 3.     | 4.     | 5.     | 6.     | 7.     | 8.     | 9.     | 10.    | 11.    | 12.    | 13.    | 14.    |
| ---------------- | ------ | ------ | ------ | ------ | ------ | ------ | ------ | ------ | ------ | ------ | ------ | ------ | ------ | ------ |
| Przemysław Klima |        |        |        |        |        |        |        |        |        |        |        |        | ●      | ●      |
| Tomasz Jakubiak  |        |        |        |        |        |        |        |        |        |        |        | ●      |        |        |
| Magda Gessler    | ●      | ●      | ●      | ●      | ●      | ●      | ●      | ●      | ●      | ●      | ●      | ●      | ●      | ●      |
| Michel Moran     | ●      | ●      | ●      | ●      | ●      | ●      | ●      | ●      | ●      | ●      | ●      | ●      | ●      | ●      |
| Anna Starmach    | ●      | ●      | ●      | ●      | ●      | ●      | ●      | ●      | ●      | ●      | ●      | ●      |        |        |

## Wyniki poszczególnych edycji

### Pierwsza edycja (2012)
| Miejsce | Uczestnik                 |
| ------- | ------------------------- |
| 1.      | Barbara Ritz              |
| 2.      | Kinga Paruzel             |
| 3.      | Miłosz Wyrwicz            |
| 4.      | Michał Muskała            |
| 4.      | Agnieszka Sulikowska-Radi |
| 6.      | Jan Paszkowski            |
| 7.      | Maciej Koźlakowski        |
| 8.      | Magdalena Mierzwińska     |
| 9.      | Idir Makoudi              |
| 10.     | Mikołaj Rey               |
| 11.     | Błażej Koperski           |
| 12.     | Aleksandra Niparko        |
| 13.     | Michał Kwaśnik            |
| 13.     | Monika Goździalska        |

### Druga edycja (2013)
| Miejsca | Uczestnik          |
| ------- | ------------------ |
| 1.      | Beata Śniechowska  |
| 2.      | Maria Ożga         |
| 3.      | Diana Volokhowa    |
| 4.      | Charles Daigneault |
| 5.      | Daniel Hucik       |
| 6.      | Leszek Wodnicki    |
| 7.      | Anna Nowak         |
| 8.      | Krzysztof Bitel    |
| 9.      | Jolanta Kleser     |
| 10.     | Jarosław Falkowski |
| 11.     | Paweł Bednarek     |
| 12.     | Adam Mostowski     |
| 13.     | Karolina Wysocka   |
| 14.     | Hanna Stelmaszyk   |

### Trzecia edycja (2014)
| Miejsce | Uczestnik              |
| ------- | ---------------------- |
| 1.      | Dominika Wójciak       |
| 2.      | Karina Zuchora         |
| 3.      | Mariusz Szwed          |
| 4.      | Dawid Budzich          |
| 5.      | Piotr Pielichowski     |
| 6.      | Monika Gliniak         |
| 7.      | Samar Khanafer         |
| 8.      | Sylwia Malinowska      |
| 9.      | Julien Secher          |
| 10.     | Arkadiusz Paciorek     |
| 11.     | Przemysław Grzegorczyk |
| 12.     | Tomasz Kalinowski      |
| 12.     | Dorota Panfil          |
| 14.     | Sylwia Chrzanowska     |

### Czwarta edycja (2015)
| Miejsce | Uczestnik              |
| ------- | ---------------------- |
| 1.      | Damian Kordas          |
| 2.      | Adam Kozanecki         |
| 3.      | Klaudia Budny          |
| 4.      | Mateusz Nowak          |
| 5.      | Tomasz Strzelczyk      |
| 6.      | Ludwika Dąbrowska      |
| 7.      | Rafał Sarnowski        |
| 8.      | Katarzyna Byczko       |
| 9.      | Janina Górnicka        |
| 10.     | Arkadiusz Skwarczewski |
| 11.     | Patryk Harmułowicz     |
| 12.     | Jakub Łukaszonek       |
| 13.     | Agnieszka Poprawska    |
| 14.     | Edyta Szast            |

### Piąta edycja (2016)
| Miejsce | Uczestnik             |
| ------- | --------------------- |
| 1.      | Magdalena Nowaczewska |
| 2.      | Michał Fabiszewski    |
| 3.      | Anna Kawa-Kułyk       |
| 4.      | Bartosz Adamski       |
| 5.      | Szymon Czerwiński     |
| 6.      | Paweł Gradowski       |
| 7.      | Marta Ignasiak-Kciuk  |
| 8.      | Grzegorz Bien         |
| 9.      | Joanna Studnicka      |
| 10.     | Marek Pukas           |
| 11.     | Sylwia Ładyga         |
| 12.     | Dominika Słowik       |
| 13.     | Mateusz Łuczaj        |
| 13.     | Sławomir Sobański     |

### Szósta edycja (2017)
| Miejsce | Uczestnik           |
| ------- | ------------------- |
| 1.      | Mateusz Zielonka    |
| 2.      | Mateusz Güncel      |
| 3.      | Damian Sobek        |
| 4.      | Matteo Brunetti     |
| 5.      | Natalia Gmyrek      |
| 6.      | Grażyna Kuroń       |
| 7.      | Laurentiu Zediu     |
| 8.      | Wojciech Zys        |
| 9.      | Jagoda Misztal      |
| 10.     | Justyna Pilichowska |
| 11.     | Marta Jankowska     |
| 12.     | Nikoletta Koszek    |
| 12.     | Andrzej Skupień     |
| 14.     | Sara Borowiak       |

### Siódma edycja (2018)
| Miejsce | Uczestnik            |
| ------- | -------------------- |
| 1.      | Aleksandra Nguyen    |
| 2.      | Laurentiu Zediu      |
| 3.      | Martyna Chomacka     |
| 4.      | Mateusz Krojenka     |
| 5.      | Krzysztof Bigus      |
| 6.      | Ewa Szczęsna         |
| 7.      | Wojciech Kasprowicz  |
| 8.      | Patrycja Rygusiak    |
| 9.      | Arkadiusz Prunesti   |
| 10.     | Karolina Kowalewska  |
| 11.     | Mateusz Ratajczyk    |
| 12.     | Natalia Maszkowska   |
| 13.     | Tomasz Borecki       |
| 14.     | Bartosz Kazimierczak |

### Ósma edycja (2019)
| Miejsce | Uczestnik            |
| ------- | -------------------- |
| 1.      | Grzegorz Zawierucha  |
| 2.      | Magdalena Waś        |
| 3.      | Marlena Cichocka     |
| 3.      | Anna Łempicka        |
| 5.      | Mariusz Komenda      |
| 6.      | Ksawery Rajter       |
| 7.      | Krystian Pawlik      |
| 7.      | Dorota Wiśniewska    |
| 9.      | Elżbieta Podraza     |
| 10.     | Mateusz Kopciuch     |
| 11.     | Adrian Adamczyk      |
| 12.     | Hubert Paluch        |
| 13.     | Justyna Christiansen |
| 14.     | Jan Szlachta         |

### Dziewiąta edycja (2020)
| Miejsce | Uczestnik              |
| ------- | ---------------------- |
| 1.      | Aleksandra Juszkiewicz |
| 2.      | Sylwia Garska-Chmarycz |
| 3.      | Rafał Fidyt            |
| 4.      | Karolina Źródłowska    |
| 5.      | Tomasz Skobel          |
| 6.      | Katarzyna Domańska     |
| 6.      | Diana Kashel           |
| 8.      | Tomasz Grabowski       |
| 9.      | Adrian Purzycki        |
| 10.     | Jan Przybył            |
| 11.     | Joanna Mrozek          |
| 12.     | Joanna Gawłowska       |
| 13.     | Dorota Pieniążek       |
| 14.     | Iwona Kurczab          |
| 14.     | Jacek Żydok            |

### Dziesiąta edycja (2021)
| Miejsce | Uczestnik             |
| ------- | --------------------- |
| 1.      | Maciej Regulski       |
| 2.      | Mariusz Kisiel        |
| 3.      | Elżbieta Błaszyńska   |
| 3.      | Renata Semeniuk       |
| 5.      | Marco Biasone         |
| 6.      | Kamila Kamrowska      |
| 7.      | Katarzyna Jezierska   |
| 8.      | Arkadiusz Tomes       |
| 9.      | Mateusz Pietruszewski |
| 10.     | Zuzanna Lisowska      |
| 11.     | Roksana Bogusz        |
| 12.     | Marlena Starzec       |
| 13.     | Angelika Strzebińska  |
| 14.     | Łukasz Mackiewicz     |

### Jedenasta edycja (2022)
| Miejsce | Uczestnik            |
| ------- | -------------------- |
| 1.      | Jakub Tomaszczyk     |
| 2.      | Bartosz Nowak        |
| 3.      | Elżbieta Stróżyńska  |
| 3.      | Filip Wałek          |
| 5.      | Zofia Masny-Klimczak |
| 6.      | Dominik Czeronek     |
| 7.      | Daniel Władymirow    |
| 8.      | Bartłomiej Głowacki  |
| 9.      | Wiktoria Wilmanowicz |
| 10.     | Natalia Spychaj      |
| 11.     | Piotr Hermanowski    |
| 12.     | Marcin Olzacki       |
| 13.     | Paweł Banach         |
| 14.     | Tomasz Honisz        |
| 15.     | Ilona Kalina         |

### Dwunasta edycja (2023)
| Miejsce | Uczestnik              |
| ------- | ---------------------- |
| 1.      | Joanna Szymanowska     |
| 2.      | Karolina Grzelak       |
| 3.      | Małgorzata Szymonek    |
| 4.      | Maciej Pisarczyk       |
| 5.      | Tomasz Marczewski      |
| 6.      | Kamil Zych             |
| 7.      | Michał Podulski        |
| 8.      | Anna Brandt            |
| 9.      | Mychajło Kopacz        |
| 10.     | Mauro Amarante         |
| 11.     | Dariusz Lisowski       |
| 12.     | Wiktoria Nowacka       |
| 13.     | Aleksandra Wartałowicz |
| 14.     | Marta Dulińska         |

### Trzynasta edycja (2024)
| Miejsce | Uczestnik            |
| ------- | -------------------- |
| 1.      | Julia Cichocka       |
| 2.      | Debora Warchoł       |
| 3.      | Jakub Kurzep         |
| 4.      | Adrian Królikowski   |
| 5.      | Ewelina Matrejek     |
| 6.      | Gracjan Stawski      |
| 7.      | Melania Modzelewska  |
| 7.      | Karolina Radzanowska |
| 9.      | Rafał Suchożebrski   |
| 10.     | Barbara Tomkowiak    |
| 11.     | Antoni Świerczyński  |
| 11.     | Ewa Zahorska         |
| 13.     | Emilia Gramsa        |
| 14.     | Olga Michałkiewicz   |
| 15.     | Marlena Falkowska    |
| 16.     | Bartłomiej Kołacz    |
| 17.     | Agnieszka Kawęcka    |
| 18.     | Ryszard Barszczewski |

## Emisja w telewizji
| Seria | Liczba odcinków | Pierwsza emisja telewizyjna (TVN) | Pierwsza emisja telewizyjna (TVN) | Pierwsza emisja telewizyjna (TVN) | Pierwsza emisja telewizyjna (TVN) | Pierwsza emisja telewizyjna (TVN) | Źródło        |
| Seria | Liczba odcinków | Sezon                             | Premiera                          | Finał                             | Pora emisji                       | Średnia oglądalność               | Źródło        |
| ----- | --------------- | --------------------------------- | --------------------------------- | --------------------------------- | --------------------------------- | --------------------------------- | ------------- |
| 1.    | 13              | jesień 2012                       | 2 września 2012                   | 25 listopada 2012                 | niedziela 20.00                   | 3,564 mln                         | [ 6 ]         |
| 2.    | 14              | jesień 2013                       | 1 września 2013                   | 1 grudnia 2013                    | niedziela 20.00                   | 3,006 mln                         | [ 7 ]         |
| 3.    | 14              | jesień 2014                       | 7 września 2014                   | 7 grudnia 2014                    | niedziela 20.00                   | 2,875 mln                         | [ 8 ]         |
| 4.    | 14              | jesień 2015                       | 6 września 2015                   | 13 grudnia 2015                   | niedziela 21.30                   | 2,225 mln                         | [ 9 ]         |
| 5.    | 14              | jesień 2016                       | 4 września 2016                   | 4 grudnia 2016                    | niedziela 20.00                   | 2,426 mln                         | [ 10 ]        |
| 6.    | 14              | jesień 2017                       | 10 września 2017                  | 10 grudnia 2017                   | niedziela 20.00                   | 2,396 mln                         | [ 11 ]        |
| 7.    | 14              | jesień 2018                       | 9 września 2018                   | 9 grudnia 2018                    | niedziela 20.00                   | 2,309 mln                         | [ 12 ]        |
| 8.    | 14              | jesień 2019                       | 8 września 2019                   | 8 grudnia 2019                    | niedziela 20.00                   | 1,906 mln                         | [ 13 ]        |
| 9.    | 14              | jesień 2020                       | 6 września 2020                   | 6 grudnia 2020                    | niedziela 20.00                   | 1,717 mln                         | [ 14 ]        |
| 10.   | 1 + 13          | jesień 2021                       | 5 września 2021                   | 5 grudnia 2021                    | niedziela 20.00                   | 1,474 mln                         | [ 15 ]        |
| 11.   | 14              | jesień 2022                       | 4 września 2022                   | 4 grudnia 2022                    | niedziela 20.00                   | 1,301 mln                         | [ 16 ]        |
| 12.   | 13 + 1          | jesień 2023                       | 3 września 2023                   | 10 grudnia 2023                   | niedziela 20.00                   | 1,052 mln (odc. 1–13)             | —             |
| 13.   | 12              | jesień 2024                       | 1 września 2024                   | 17 listopada 2024                 | niedziela 19.30                   | 891 tys.                          | [ 18 ]        |
| 14.   | ?               | jesień 2025                       | 7 września 2025                   |                                   | niedziela 19.45                   |                                   | [ 19 ] [ 20 ] |

## Programy i odcinki specjalne
MasterChef – najlepsi
12 lutego 2017, czyli tydzień przed emisją drugiej edycji programu MasterChef Junior, wyemitowano odcinek specjalny zatytułowany MasterChef – najlepsi, w którym pięć drużyn najlepszych uczestników pięciu edycji programu MasterChef i pierwszej edycji programu MasterChef Junior walczyło o statuetki oraz pieniądze na cele charytatywne. Wygrała drużyna, w której skład weszli Natalia Paździor (kapitan), Jan Paszkowski, Maciej Koźlakowski i Mikołaj Rey. Jurorami byli: Magda Gessler, Michel Moran i Anna Starmach.
MasterChef – najlepsi z najlepszych
25 lutego 2018, tydzień przed rozpoczęciem emisji siódmej edycji programu MasterCher Junior wyemitowano odcinek specjalny zatytułowany MasterChef – najlepsi z najlepszych. Wzięły w nim udział uczestnicy szóstej edycji MasterChefa i drugiej edycji MasterChefa Juniora.
MasterChef – powrót najlepszych (seria 10., odcinek 1.)
5 września 2021, tydzień przed rozpoczęciem dziesiątej edycji konkursu, wyemitowano odcinek specjalny zatytułowany MasterChef – powrót najlepszych, w którym wzięli udział uczestnicy czterech ostatnich edycji programu MasterChef. Drużyny walczyły o statuetki oraz 10 tys. złotych, które przekazano na cele charytatywne. Wygrała drużyna niebieskich (zdobywając w sumie 9 punktów), w której skład weszli uczestnicy szóstej edycji: Natalia Gmyrek, Matteo Brunetti, Damian Sobek, Mateusz Güncel. Drugie miejsce zajęła drużyna czerwonych (zdobywając w sumie 8 punktów), w której skład weszli uczestnicy siódmej edycji: Krzysztof Bigus, Mateusz Krojenka, Martyna Chomacka, Laurentiu Zediu. Również 8 punktów zdobyła drużyna, w skład której weszli uczestnicy dziewiątej edycji: Tomasz Skobel, Karolina Źródłowska, Rafał Fidyt, Sylwia Garska-Chmarycz. Czwarte miejsce z 5 punktami zajęła drużyna, w skład której weszli uczestnicy ósmej edycji: Justyna Christiansen, Mariusz Komenda, Anna Łempicka i Magdalena Waś.
MasterChef – Wielkie grillowanie
Dwa odcinki nadane 14 i 21 maja 2023 roku.
Odcinek bożonarodzeniowy (seria 12., odcinek 14.)
Odcinek specjalny z udziałem finalistów zakończonej edycji i ich rodzin.

## Nagrody i nominacje
| Rok  | Ceremonia       | Kategoria                             | Wynik     | Źródło |
| ---- | --------------- | ------------------------------------- | --------- | ------ |
| 2013 | Telekamery 2013 | Osobowość telewizyjna (Magda Gessler) | Nominacja | [ 23 ] |
| 2013 | Telekamery 2013 | Juror (Michel Moran)                  | Nominacja | [ 23 ] |
| 2014 | Telekamery 2014 | Osobowość telewizyjna (Magda Gessler) | Nominacja | [ 24 ] |
| 2014 | Telekamery 2014 | Juror (Michel Moran)                  | Nominacja | [ 24 ] |
| 2015 | Telekamery 2015 | Program rozrywkowy                    | Nominacja | [ 25 ] |
| 2017 | Telekamery 2017 | Osobowość telewizyjna (Magda Gessler) | Nominacja | [ 26 ] |
| 2018 | Telekamery 2018 | Osobowość telewizyjna (Magda Gessler) | Nominacja | [ 27 ] |
| 2020 | Telekamery 2020 | Program rozrywkowy                    | Nominacja | [ 28 ] |
| 2020 | Telekamery 2020 | Juror (Anna Starmach)                 | Nominacja | [ 28 ] |
| 2023 | Telekamery 2023 | Program rozrywkowy                    | Nominacja | [ 29 ] |
| 2023 | Telekamery 2023 | Juror (Magda Gessler)                 | Nominacja | [ 29 ] |